# Penagos
Penagos è un comune spagnolo di 1 803 abitanti situato nella comunità autonoma della Cantabria, comarca di Santander.
Entro i suoi confini si trova il massiccio di Peña Cabarga attorno al quale c'è un paesaggio di prati che l'intensa attività mineraria esercitata nel passato ha trasformato introducendovi delle specie di collinette formatesi dai detriti, alte fino a 40 metri. Numerose sono inoltre le cavità naturali o provocate dalla costruzione delle miniere. Questo territorio delle vecchie miniere fa parte del Parque de Naturaleza de Caibáceno, parco zoologico dove vivono liberi animali della fauna locale o qui trasferiti da tutto il mondo.
Il comune è formato dai cinque nuclei abitati: Arenal, Caibáceno, Llanos, Penagos e Subarzo. Il capoluogo è Penagos che dà il nome al comune e dista 24 km da Santander, capitale della Cantabria.
L'economia, fino all'ultimo ventennio basata tradizionalmente sull'agricoltura e l'allevamento del bestiame, si è convertita in economia di servizi e in parte d'industria. Ha contribuito a questo cambiamento l'istituzione del parco zoologico che ha incrementato il turismo con conseguente costruzione di alberghi e di locali di accoglienza e sviluppo dell'edilizia residenziale; per quanto riguarda l'occupazione nell'industria importante è stata la vicinanza alla cintura industriale di Santander in notevole crescita negli ultimi anni.
La ripartizione della popolazione attiva per settore d'impiego registra il 47,6% degli addetti al settore dei servizi, il 24,2% all'industria, il 17,8% al settore agropastorale e il 10,4% all'edilizia. L'agricoltura si dedica principalmente alla coltivazione delle patate, del foraggio e degli alberi da frutta. L'allevamento del bestiame che era soprattutto bovino è attualmente in declino.
L'andamento demografico del comune nel secolo scorso ha subito alti e bassi sicché il numero degli abitanti in media è rimasto pressoché costante seppure attualmente si noti un certo invecchiamento della popolazione. L'età media della popolazione residente è appunto di 43 anni, indice di prevalenza degli anziani sui giovani.

## Storia
Numerosi sono i reperti archeologici che testimoniano la presenza umana nel paleolitico superiore. Fin dalla preistoria risultano sfruttate miniere di ferro, come fecero i Romani nel periodo della loro dominazione ed anche in epoca moderna continuò l'escavazione di minerale poi utilizzato in loco nelle ferriere fino al 1989, quando cessò questa secolare attività mineraria e il relativo territorio fu sistemato a parco zoologico con la creazione di piccoli laghi per la pesca delle trote, aree di ricreazione e didattiche e di un habitat che consente la vita allo stato libero della fauna locale e di quella immessa importata dai cinque continenti.
Per quanto attiene alla nascita nel medioevo degli attuali paesi che formano il comune si sa da antichi documenti che nell'816 esistevano piccoli monasteri e chiese attorno ai quali c'erano degli abitati ceduti dal conte Gundesindo, che governava la zona, al monastero di San Vicente de Fole da lui creato e arricchito con donazioni. Fra questi paesi sono citate località dell'attuale comune di Penagos. Nel 1019 Penagos e Cabaiceno sono citati in documenti come appartenenti alle Asturias de Santillana e i loro abitanti sono indicati come gente di mare libera che sceglie il signore del loro paese. Nel 1404 è signore di questa zona Pedro Gonzalez de Aguero, ad eccezione di Subarzo che è sotto la giurisdizione di Leonor de la Vega. Alla fine del XIV secolo l'attuale comune di Penagos cadde interamente nelle mani della famiglia dei de la Vega che esercitarono pesantemente e autoritariamente la signoria togliendo le prerogative di autoamministrazione del territorio di cui i paesi della zona godevano nel regime precedente di realengo, cioè di dipendenza diretta dal re. A nulla valsero le proteste e le richieste di ritorno all'antico regime fatte al re Giovanni II che invece rafforzò il dominio dei Vega, da lui creati marchesi Santillana. Penagos ed altri paesi sotto il dominio dei de la Vega si rivolsero allora ai tribunali intentando il cosiddetto Pleito de los Valles (processo delle valli) che si risolse oltre un secolo dopo con la sentenza della Real Chancilleria de Valladolid che diede ragione alle valli e restituì loro il regime di realengo. Nel 1581 Penagos fece parte delle Juntas de las nueve Valles de las Asturias de Santillana che formarono la provincia e nominarono i propri alcaldes (sindaci) grazie ad un privilegio accordato loro da Carlo III nel 1779. Penagos continuò ad avere indipendenza amministrativa inviando nel 1815 un suo deputato alle Juntas de Puente San Miguel.
Nel 1822 si costituì comune costituzionale negli attuali confini. Alla fine del XX secolo iniziò la trasformazione da comune rurale in un moderno centro di servizi e di turismo.

## Monumenti e luoghi d'interesse
Sono da citare le chiese di San Jorge a Penagos, del XVI secolo, di San Pedro Apostol a Subarzo, del XVII secolo, della Virgen de los Remedios a Llanos, del XVII secolo, San Vicente Martir a Cabaiceno del XVII secolo, San Juan Bautista ad Arenal del XVIII secolo, la Capilla de Nuestra Señora de la Concepcion a Cabaiceno del XVIII secolo e la Ermita de Santa Eulalia, piccola chiesa rustica del XVII secolo.
Per l'architettura civile sono interessanti il complesso di case popolari del XVIII secolo ad Arenal, il complesso di case blasonate del XVIII secolo a Llanos, il Palacio de Miranda del XVII secolo a Penagos e il Puente de Bumbaro del XVI secolo.
Molto frequentato il Parque de Naturaleza de Cabaiceno sia per l'interessante ambiente delle vecchie miniere che per i numerosi animali che ospita.

## Feste
Nuestra Señora de los Remedios il 25 marzo a Llanos, festa secondo la consuetudine spagnola insieme sacra e profana con processione, messa solenne e dopo le celebrazioni religiose festa popolare con giochi, canti, danze e altre manifestazioni.
Nello stesso modo si svolgono le feste di San Vicente il 1º settembre a Cabaiceno, di San Pedro Apostol il 29 giugno a Sobarzo. Con qualche differenza sono la festa di San Roque il 16 agosto a Cabaiceno con la sfilata di giganteschi pupazzi di cartapesta rappresentanti personaggi storici o del luogo che sono poi dati alle fiamme, gioco del palo unto (albero della cuccagna), romeria e di San Jorge a Penagos dal 16 al 25 aprile con giochi, cori, danze, romeria. All'inizio della primavera ad Arenal si svolge una festa che prevede la benedizione dei campi seguita poi da manifestazioni varie.
Nell'ultima domenica di giugno si svolge il concorso di guidado de romeria, gara gastronomica sulla preparazione di questo piatto tradizionale del comune di Penagos, con carne di vitello, patate, verdura, piselli, funghi, brodo e vino bianco.